# Franz Xavier Nagl
Franz Xavier Nagl (ur. 26 listopada 1855 w Wiedniu, zm. 4 lutego 1913 w Wiedniu), austriacki duchowny katolicki, kardynał, arcybiskup Wiednia. 

## Życiorys
Święcenia kapłańskie przyjął 14 lipca 1878 roku w Wiedniu. Doktorat z teologii uzyskał 10 marca 1883 roku na Uniwersytecie Wiedeńskim. W latach 1883–1885 był profesorem filozofii i egzegezy w seminarium duchownym w St. Pölten. W latach 1885–1887 był kapelanem cesarskiego dworu w Wiedniu. Był dyrektorem duchowym szkoły augustianów w Wiedniu w latach 1887–1889. Rektor austriackiego kościoła S. Maria dell'Anima w Rzymie w latach 1889–1902. 9 marca 1893 roku został protonotariuszem apostolskim. Kanonik kapituły katedralnej w Wiedniu. 
Papież Leon XIII mianował go 2 lipca 1902 roku biskupem Trieste i Capodistria, sakrę biskupią otrzymał 15 lipca 1902 roku w Rzymie z rąk kard. Gaetano Aloisi Masella. 19 stycznia 1910 roku mianowany koadiutorem archidiecezji wiedeńskiej z prawem następstwa i arcybiskupem tytularnym Tiro. 5 sierpnia 1911 roku przejął obowiązki arcybiskupa metropolity Wiednia i ingres do katedry Św. Szczepana odbył 24 sierpnia 1911 roku. Na konsystorzu 27 listopada 1911 roku Pius X wyniósł go do godności kardynalskiej z tytułem prezbitera San Marco. Zmarł 4 lutego 1913 roku w Wiedniu. 